# U-399 (tàu ngầm Đức)
U-399 là một tàu ngầm tấn công  Lớp Type VII thuộc phân lớp Type VIIC được Hải quân Đức Quốc Xã chế tạo trong Chiến tranh Thế giới thứ hai. Nhập biên chế năm 1943, nó chỉ thực hiện được một chuyến tuần tra duy nhất, đánh chìm được một tàu buôn tải trọng 362 GRT, đồng thời gây tổn thất toàn bộ cho một tàu buôn khác tải trọng 7.176 GRT. U-399 bị tàu frigate Anh HMS Duckworth đánh chìm trong eo biển Manche vào ngày 26 tháng 3, 1945.

## Thiết kế và chế tạo

### Thiết kế

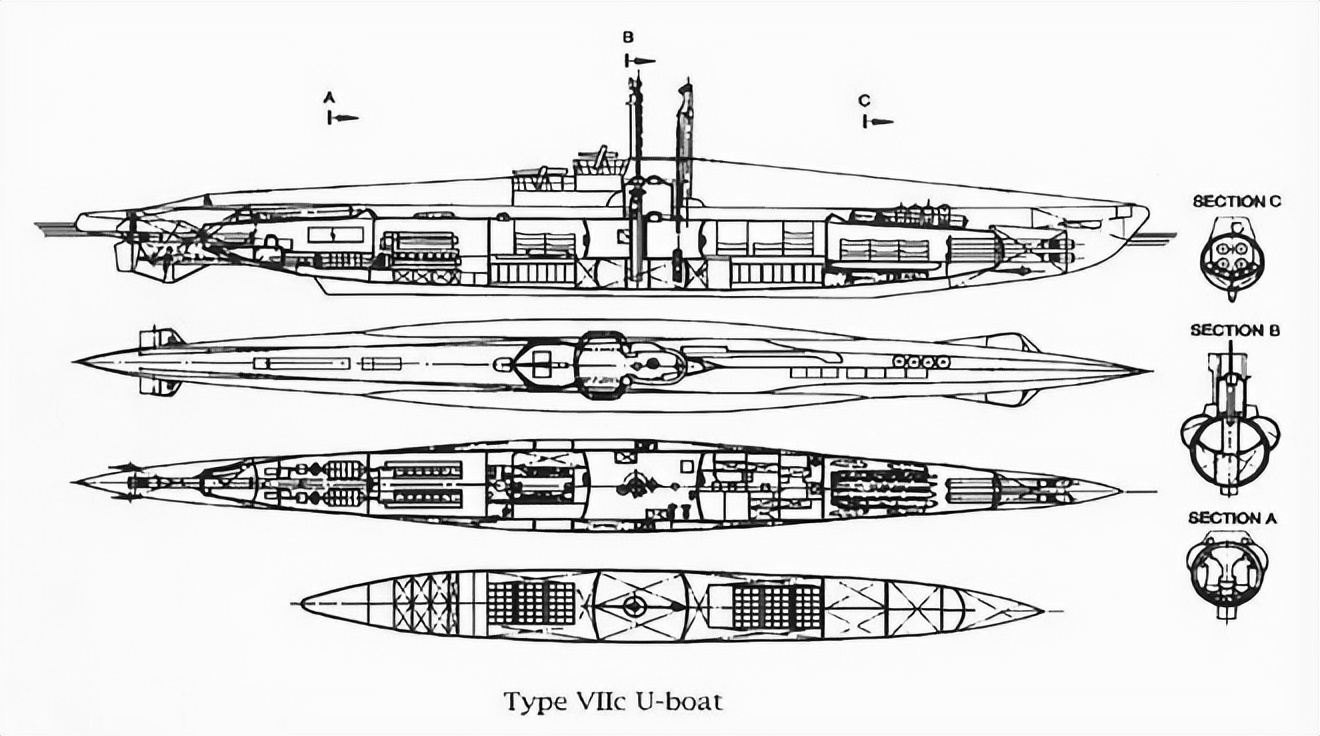
Sơ đồ các mặt cắt một tàu ngầm Type VIIC

Phân lớp VIIC của Tàu ngầm Type VII là một phiên bản VIIB được kéo dài thêm. Chúng có trọng lượng choán nước 769 t (757 tấn Anh) khi nổi và 871 t (857 tấn Anh) khi lặn). Con tàu có chiều dài chung 67,10 m (220 ft 2 in), lớp vỏ trong chịu áp lực dài 50,50 m (165 ft 8 in), mạn tàu rộng 6,20 m (20 ft 4 in), chiều cao 9,60 m (31 ft 6 in) và mớn nước 4,74 m (15 ft 7 in).
Chúng trang bị hai động cơ diesel Germaniawerft F46 siêu tăng áp 6-xy lanh 4 thì, tổng công suất 2.800–3.200 PS (2.100–2.400 kW; 2.800–3.200 bhp), dẫn động hai trục chân vịt đường kính 1,23 m (4,0 ft), cho phép đạt tốc độ tối đa 17,7 kn (32,8 km/h), và tầm hoạt động tối đa 8.500 nmi (15.700 km) khi đi tốc độ đường trường 10 kn (19 km/h). Khi đi ngầm dưới nước, chúng sử dụng hai động cơ/máy phát điện Garbe, Lahmeyer & Co. RP 137/c  tổng công suất 750 PS (550 kW; 740 shp). Tốc độ tối đa khi lặn là 7,6 kn (14,1 km/h), và tầm hoạt động 80 nmi (150 km) ở tốc độ 4 kn (7,4 km/h). Con tàu có khả năng lặn sâu đến 230 m (750 ft).
Vũ khí trang bị có năm ống phóng ngư lôi 53,3 cm (21 in), bao gồm bốn ống trước mũi và một ống phía đuôi, và mang theo tổng cộng 14 quả ngư lôi, hoặc tối đa 22 quả thủy lôi TMA, hoặc 33 quả TMB. Tàu ngầm Type VIIC bố trí một hải pháo 8,8 cm SK C/35 cùng một pháo phòng không 2 cm (0,79 in) trên boong tàu. Thủy thủ đoàn bao gồm 4 sĩ quan và 40-56 thủy thủ.

### Chế tạo
U-399 được đặt hàng vào ngày 25 tháng 8, 1941, và được đặt lườn tại xưởng tàu của hãng Howaldtswerke ở Kiel vào ngày 12 tháng 11, 1942. Nó được hạ thủy vào ngày 4 tháng 12, 1943, và nhập biên chế cùng Hải quân Đức Quốc Xã vào ngày 22 tháng 1, 1944 dưới quyền chỉ huy của Hạm trưởng, Trung úy Hải quân Kurt van Meteren.

## Lịch sử hoạt động
Sau khi hoàn tất việc huấn luyện trong thành phần Chi hạm đội U-boat 5, U-398 được điều sang Chi hạm đội U-boat 11 từ ngày 1 tháng 2, 1945 để phục vụ trên tuyến đầu. Vào khoảng tháng 12, 1944, con tàu được trang bị ống hơi nhằm cải thiện tính năng lặn dưới nước.
U-399 di chuyển từ cảng Kiel đến Horten (phía Nam Oslo), Na Uy vào cuối tháng 1, 1945, rồi xuất phát từ đây vào ngày 6 tháng 2 cho chuyến tuần tra duy nhất trong chiến tranh, với chỉ thị sẽ băng qua khe GIUK giữa các quần đảo Shetland và Faroe để vòng qua quần đảo Anh, và hoạt động trong vùng biển Đại Tây Dương ở lối ra vào phía Tây eo biển Manche. Vào ngày 21 tháng 3, nó phóng ngư lôi tấn công tàu Liberty Hoa Kỳ SS James Eagan Layne 7.176 GRT thuộc Đoàn tàu BTC-103 ở vị trí khoảng 12 nmi (22 km) ngoài khơi Plymouth. Chiếc Liberty mắc cạn tại vịnh Whitesand gần đó, tại tọa độ 50°13′B 04°05′T / 50,217°B 4,083°T, với toàn bộ 69 người trên tàu đều sống sót, và được xem là một tổn thất toàn bộ.
Sang ngày 26 tháng 3, U-399 lại phóng ngư lôi đánh chìm tàu buôn Hà Lan Pacific 362 GRT thuộc Đoàn tàu BTC-108 trong vịnh Falmouth, tại tọa độ 49°54′B 05°17′T / 49,9°B 5,283°T. Năm thành viên thủy thủ đoàn đã thiệt mạng, và năm người khác được cứu vớt. Đến cuối ngày hôm đó, U-399 bị tàu frigate Hải quân Hoàng gia Anh HMS Duckworth thả mìn sâu đánh chìm trong eo biển Manche ngoài khơi Cornwall, tại tọa độ 49°56′B 05°22′T / 49,933°B 5,367°T. Chỉ có một người duy nhất trong số 47 thành viên thủ thủ đoàn của U-399 sống sót, được cứu vớt và bị bắt làm tù binh chiến tranh.

### Tóm tắt chiến công
U-399 đã đánh chìm được một tàu buôn tải trọng 362 GRT, đồng thời gây tổn thất toàn bộ cho một tàu buôn tải trọng 7.176 GRT:
| Ngày             | Tên tàu           | Quốc tịch     | Tải trọng | Số phận          |
| ---------------- | ----------------- | ------------- | --------- | ---------------- |
| 21 tháng 3, 1945 | James Eagan Layne | United States | 7.176     | Tổn thất toàn bộ |
| 26 tháng 3, 1945 | Pacific           | Netherlands   | 362       | Bị đánh chìm     |